# Рагнил Сигурдсдатер
Рагнил Сигурдсдатер (на старонорвежки: Ragnhildur Sigurðardóttir) е втората съпруга на Халвдан Черния и майка на първия норвежки крал Харал Прекраснокосия. Тя е дъщеря на Сигурд Юрт, конунг на Рингерике, и неговата жена Тирне Харалдсдотер, дъщерята на крал Клак-Харалд от Ирландия.

## Сага
Според Хеймскрингла, сагата на Снори Стурлусон касаеща норвежките крале, тя се омъжва за Халвдан Черния, когато е около 20-годишна и му ражда син ок. 850 г. В сагата си Стурлусон разказва как Рагнил става жена на Халвдан Черния:
| „ | Баща ѝ, прочутият воин Сигурд Юрт, често ловува сам в своите гори и един път е пресрещнат от берсерка Хаке с още тридесет воини. В последвалата схватка Сигурд Юрт загива след като убива дванадесет от бойците на Хаке, а самият Хаке губи едната си ръка до рамото и получава други тежки наранявания. След смъртта на Сигурд Юрт, Хаке препуска към неговото имение и отвлича дъщеря му Рагнил и сина му Гюторм, а така също отнася със себе си много сребро и злато. Той възнамерявал да се ожени за Рагнил и заповядал приготовления за голям пир, но тъй като раните му се влошили, се налага да отложи празненството. Цялата есен и половината зима Хаке е на легло заради раните си. По Коледа по тези земи пристига Халвдан Черния. Като научил за случилото се, той заповядва да заведат при него Рагнил. Воините му се отправят към имението на Хаке, отвеждат я заедно с брат ѝ, златото и среброто, и тръгват през ледовете към фиорда. Хаке ги последвал, но когато стига до леда и разбира, че не може да продължи, забива меча си в земята и ляга върху острието му, като се оставя да бъде пронизан. Мъртвият Хаке е положен в каменна могила на брега. | “ |

Така Халвдан се жени за Рагнил.

## Сънища на Рагнил
Кралицата е уважавана от поданиците си. Известно е, че сънувала знаменателни сънища.
| „ | Веднъж сънувала, че стои в градината и вади един шип от ризата си. Докато държала шипа в ръка, той пораснал и се превърнал в дълга пръчка. Единият ѝ край пуснал корени в земята, а другият се извисил като дърво високо в небето та не можела да види върха му. Най-долната част на ствола му била червена като кръв, короната била пищна и зелена, а най-горните клони – снежнобели. Дървото имало много клони. Някои растели високо горе, други – съвсем ниско долу. Всички били толкова големи, че се простирали над цяла Норвегия и още по-далече. | “ |

Този сън е разтълкуван от мнозина като предсказание за сина ѝ Харал Прекраснокосия. Зеленината на короната е знак за разцвета на кралството, белотата на клоните – че той ще доживее до дълбока старост, а големият им брой – знак за многобройното поколение, което ще остави.